# Whaletown
Whaletown est une communauté située dans la province de la Colombie-Britannique, dans l'Île Cortes.